# Sgùrr na Lapaich
Sgùrr na Lapaich är ett berg i Storbritannien.   Det ligger i kommunen Highland och riksdelen Skottland, i den nordvästra delen av landet, 700 km nordväst om huvudstaden London. Toppen på Sgùrr na Lapaich är 1 150 meter över havet.
Terrängen runt Sgùrr na Lapaich är huvudsakligen kuperad. Trakten runt Sgùrr na Lapaich är nära nog obefolkad, med mindre än två invånare per kvadratkilometer. Det finns inga samhällen i närheten. Trakten runt Sgùrr na Lapaich består i huvudsak av gräsmarker.